# 바그다드 대학교

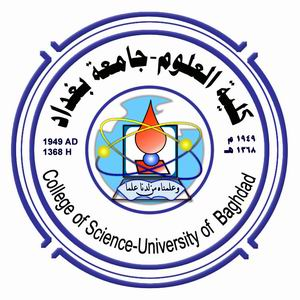
로고

바그다드 대학교(아랍어: جامعة بغداد, 영어: University of Baghdad, UOB)는 이라크 바그다드에 위치한 대학교이다. 아랍권에서 카이로 대학교 다음으로 규모가 큰 대학교이다.